# Kaila misera
Kaila misera är en insektsart som beskrevs av Webb 1980. Kaila misera ingår i släktet Kaila och familjen dvärgstritar. Inga underarter finns listade i Catalogue of Life.